# John Newton
John Newton (ur. 24 lipca 1725, zm. 21 grudnia 1807) – angielski żeglarz i handlarz niewolników, później duchowny anglikański, gorliwy ewangelista i przeciwnik niewolnictwa.  Współtwórca ewangelikalizmu. Autor pieśni Amazing Grace.